# NGC 4659
NGC 4659 (другие обозначения — UGC 7915, MCG 2-33-7, ZWG 71.24, VCC 1999, PGC 42913) — спиральная галактика (переходная к спиральным с перемычкой, морфологический тип по Вокулёру SAB) в созвездии Волосы Вероники. Открыта Уильямом Гершелем 12 апреля 1784 года. Является частью скопления Девы.
Этот объект входит в число перечисленных в оригинальной редакции «Нового общего каталога».
На фотоизображениях видна линзовидная галактика, повёрнутая диском к наблюдателю, с ярким ядром, вытянутым с восток-северо-востока на запад-юго-запад, находящимся в более тусклой оболочке, вытянутой в направлении с севера на юг. Есть намеки на слабый спиральный рукав во внешней оболочке на западе. При визуальных наблюдениях в любительский телескоп со средней апертурой галактика довольно яркая и хорошо видна даже при больших увеличениях. Оболочка небольшая, плотная и зернистая, относительно хорошо очерченная, с очень маленьким, ярким ядром. Галактика почти круглая. Рядом на юго-юго-западе находится звезда 10-й звездной величины. Радиальная скорость: 438 км/с. Расстояние: 20 млн световых лет. Диаметр: 8,5 тыс. световых лет.
У галактики наблюдается тонкая перемычка длиной около 17′′ и Х-образная особенность в ядре, а также внешнее кольцо, внешняя и внутренняя линза, при отсутствии внутреннего кольца.